# Вичишта (Грчка)
Вичишта (грч. Νίκη, до 1954. грч. Βίτσιστα) је насељено место у општини Рупишта у периферији Западна Македонија, Грчка. Према попису из 2021. године било је 20 становника.
Српски географ Боривоје Милојевић, 1920. године наводи да је у Вичишту било 35 кућа Албанаца муслимана. Раније су у Вичишту живели Словени који су потом истиснути од Албанаца. Године 1924. албанско становништво је принудно исељено у Турску а на њихово место су насељене грчке избеглице из Турске, којих је на попису из 1928. године било 123.